# Perekop (Armjansk)

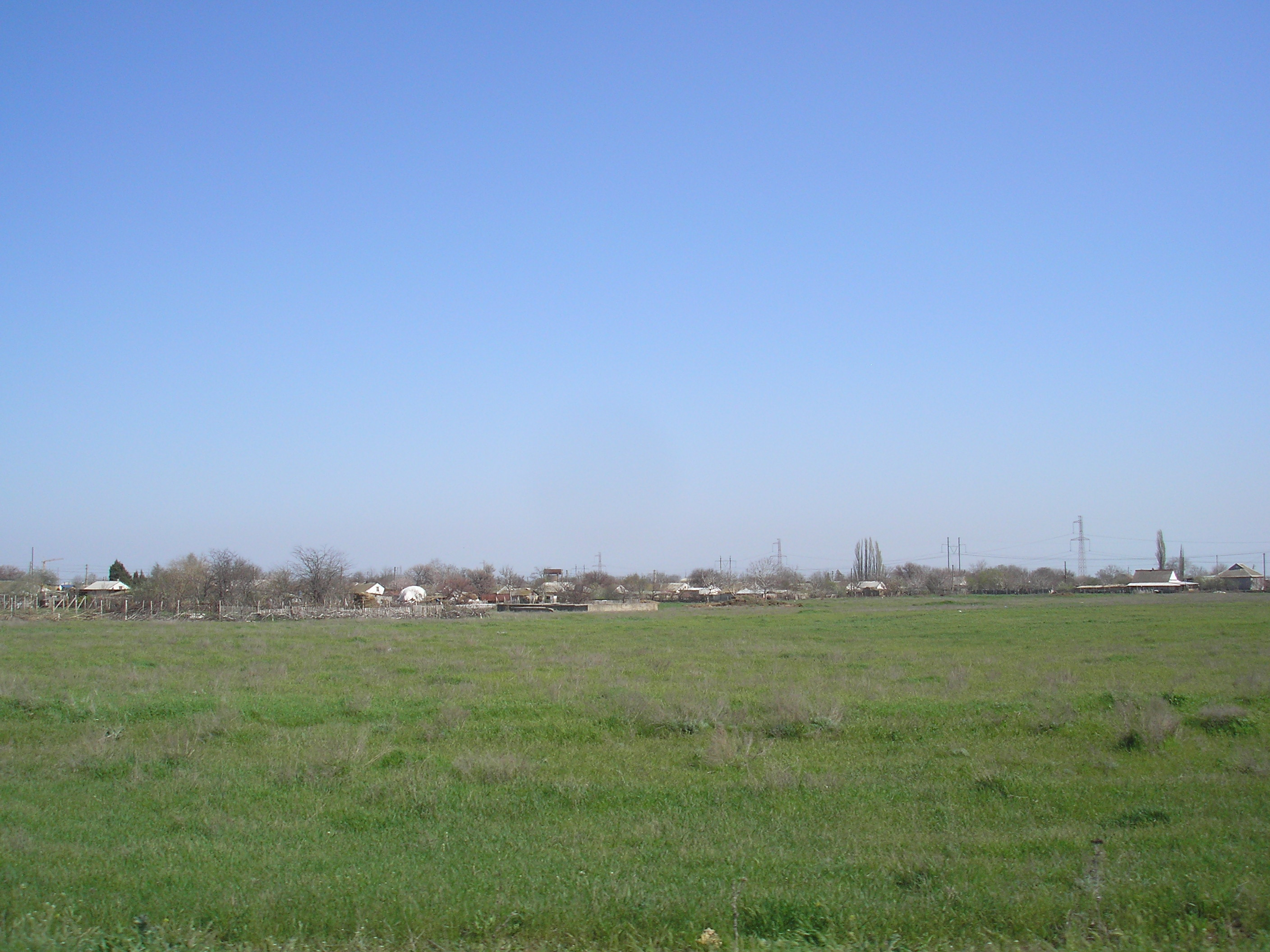
Perekop (2018)

Perekop (ukrainisch und russisch Перекоп; krimtatarisch Or Qapı; türkisch Orkapı) ist ein Dorf in der Autonomen Republik Krim in der Ukraine, genauer auf der Landenge von Perekop die die Verbindung zwischen der Krim und dem ukrainischen Festland darstellt.

## Geschichte
Perekop, dessen antiker griechischer Name Taphros lautete, hatte als einziger trockener Übergangspunkt zwischen dem ukrainischen Festland und der Halbinsel Krim stets strategische Bedeutung. Darüber hinaus wurde es durch die reichhaltigen Salzvorkommen in der Nähe früh zum Handelszentrum. Das genaue Datum seiner Gründung ist unbekannt, es existieren jedoch schriftliche Dokumente aus dem 1. Jahrhundert, in denen Perekop als Festung mit großem Verteidigungswall beschrieben wird. Plinius der Ältere berichtete über Pläne zum Ausbau Perekops zur Hafenstadt.
Im Krieg von 1736 bis 1739 wurde Perekop im Rahmen des russischen Vorstoßes in das Krimkhanat, ein osmanisches Protektorat, von der russischen Armee erobert und die Festung zerstört. Als Folge waren Teile der Krim mit Perekop russisches Protektorat. 1793 wurde das Gebiet endgültig Teil Russlands und Perekop zum Zentrum eines Kreises des Taurischen Gouvernements.
Im Russischen Bürgerkrieg erstürmte die Rote Armee die Befestigungen der Weißen Armee des Generals Wrangel auf der Landenge. Während der Kampfhandlungen wurde die Stadt völlig zerstört und hörte als solche auf zu existieren. Heute liegt an deren Stelle ein Dorf.
Seit den 1930er Jahren entstand etwa 25 km südlich von Perekop eine neue Stadt, die zu Ehren des Sieges der Roten Armee bei Perekop Krasnoperekopsk (russ. krasny ‚rot‘) genannt wurde. Davon abgeleitete Namen trugen oder tragen auch andere Orte, Stadtteile oder Einrichtungen auf dem Gebiet der ehemaligen Sowjetunion.
Am 26. April 1954 wurde der Ort (wie die ganze Krim) aus der Russischen Sozialistischen Föderativen Sowjetrepublik ausgegliedert und an die Ukrainische Sozialistische Sowjetrepublik übergeben. Er bildet zusammen mit den Dörfern Woloschyne (Волошине) und Suworowe (Суворове) die Landratsgemeinde Suworowe, welche wiederum ein Teil der Stadtgemeinde von Armjansk ist.
Seit 24. August 1991 gehört der Ort zur von der Sowjetunion unabhängigen Ukraine.
Im März 2014 wurde der Ort im Rahmen völkerrechtswidrigen Annexion der Krim durch Russland besetzt. Dies ist international durch die Resolution 68/262 der UN-Generalversammlung («Territoriale Integrität der Ukraine») nicht anerkannt. Die Ukraine sieht die Gebiete (u. a. die Stadt Sewastopol) als vorübergehend besetzte Gebiete des Territoriums der Ukraine an.